# Alexander McQueen

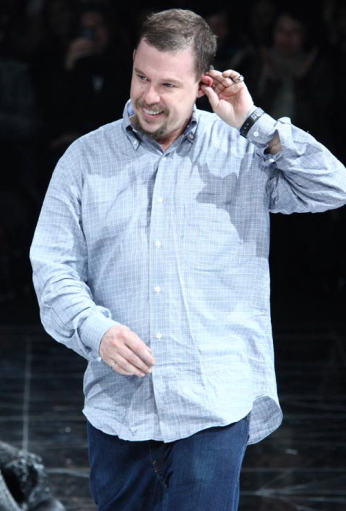
Alexander McQueen în 2009

Alexander McQueen CBE (n. 17 martie 1969 - d. 11 februarie 2010) a fost un designer vestimentar britanic, fondator al  propriului label Arhivat în 29 aprilie 2015, la Wayback Machine. care îi poartă numele și designer principal al casei de modă Givenchy în perioada 1996 - 2001. În decursul carierei sale a câștigat 4 premii British Designer of the Year Arhivat în 31 mai 2009, la Wayback Machine. (în 1996, 1997, 2001 și 2003) precum și premiul CFDA   pentru Cel mai bun Designer al Anului în 2003.

## Viața timpurie și educația
Alexander McQueen s-a născut la Londra, pe 17 martie 1969, fiind cel mai mic dintre cei 6 copii ai familiei. La vârsta de 16 ani, a ales să renunțe la studii și s-a dedicat uceniciei la școala de croitorie tradițională Savile Row, deprinzând tehnica britanică renumită de a “croi” îmbrăcăminte.
Drumul său înspre a deveni un designer celebru a cuprins și o perioadă de activitate în domeniul costumelor pentru teatru, iar la vârsta de 20 de ani a fost angajat de către designerul Koji Tatsuno.
În 1992, și-a prezentat colecția de absolvire a masterului în “Fashion Design”, colecția fiind achiziționată în totalitate de către influentul stilist internațional Isabella Blow. De aici încolo, drumul spre celebritate a fost deschis.

## Cariera
Designerul britanic a devenit unul dintre cei mai cunoscuți și mai respectați din lume în mai puțin de 10 ani de la lansarea sa oficială în elita modei. În 1996, el a ajuns designer principal (chief designer) la casa de modă Givenchy, celebră pentru ținutele sale de înalta clasă. McQueen a rămas aici până în anul 2001, dar, în același timp, și-a dezvoltat propria marcă, Alexander McQueen, din care 51% a fost cumpărată în anul 2000 de către nu mai puțin celebrul grup Gucci. În cadrul acestui grup, McQueen a ocupat poziția de director de creație.
Printre numeroasele distincții primite de către designer de-a lungul timpului se numără și titlurile:
- Designerul anului în Marea Britanie – 1996, 1997, 2001, 2003
- Designerul internațional al anului, desemnat de către consiliul designerilor americani (CFDA) – 2003
- Titlul de Comandor al Imperiului Britanic, acordat de către Majestatea Sa, Regina Marii Britanii – 2003
- Designerul anului în materie de îmbrăcăminte pentru bărbați, acordat de GQ – 2007

Stilul lui McQueen, expus încă de la începuturile carierei sale, i-a atras, pe bună – dreptate, denumirea de “copilul teribil” al modei britanice, dar și pe aceea de “huligan” al acestei mode, date fiind tacticile teribiliste și chiar controversate folosite de către designer pentru colecțiile sale și pentru show-urile de modă puse în scenă. De la un an la altul, McQueen nu a încetat să șocheze lumea modei, impunând adevărate tendințe în scurt timp (craniile folosite în imprimeuri pe haine, pantalonii “bumsters” - ar fi doar cele mai la îndemână exemple). Designerul a devenit rapid recunoscut pentru drama și extravaganța aduse pe scenă în spectacolele de modă, dar și pentru faptul că a utilizat mereu cele mai noi invenții tehnologice în acest sens. Nu s-a ferit de inovație, dimpotrivă, a transformat-o în amprenta sa personală. Totodată, este recunoscut ca fiind primul designer care a folosit manechine din India în spectacolele sale din Londra.

### Designer la Givenchy
Bernard Arnault, președintele grupului LVMH a surprins industria modei când l-a numit pe McQueen designer principal al casei Givenchy în 1996, după ce John Galliano s-a retras din activitate. Prima sa colecție couture pentru Givenchy nu a fost încununată de succes, chiar McQueen spunând despre ea că a fost “o prostie". McQueen și-a făcut un renume de “copil teribil”  al modei din cauza ideilor sale nonconformiste și îndrăzneala cu care aborda fiecare nouă prezentare. A creat o adevărată controversă în toamna anului 1998 când l-a inclus pe modelul Aimee Mullins (care are ambele picioare amputate) într-una dintre prezentările sale de modă și care purta niște proteze sculptate în lemn. Tot în același an, McQueen a mai avut o prezentare șocantă în care top modelul Shalom Harlow a străbătut podiumul într-o rochie albă fără bretele, showul culminând cu două arme false robotice pulverizând spray colorat peste întreaga îmbrăcăminte. McQueen a lucrat pentru Givency până în luna martie 2001, când și-a întrerupt contractul, motivând că „îi îngrădea creativitatea”.

### Realizări
Una dintre cele mai mari realizări ale lui Alexander McQueen a fost obținerea titlului de Cel mai Bun Designer Britanic, titlu câștigat de 4 ori între anii 1996 și 2003. Pe lângă asta, el a fost decorat cu Ordinul Imperiului Britanic (“A Most Excellent Commander of the British Empire”) în grad de Comandor și numit Designerul Internațional al Anului de către Consiliul designerilor vestimentari în 2003.
În decembrie 2000, grupul Gucci a cumpărat 51% dintre acțiunile companiei McQueen iar designerul a fost numit director creativ. Printre planurile acestei expansiuni se numărau deschideri de magazine în Londra, Milan și New York, precum și lansări ale parfumurilor Kingdome și My Queen. În 2005, McQueen a colaborat cu Puma pentru a crea o linie specială de papuci de sport. Un an mai târziu, designerul și-a lansat linia McQ.
McQueen a devenit primul designeri care a participat în campania  care lansa produse cosmetice create de designeri vestimentari. Colecția de cosmetice se asemăna mult cu cea de îmbrăcăminte din sezonul toamnă/iarnă 2007. Inspirația pentru colecție a fost filmul Cleopatra și astfel, modelele aveau un aer egiptean și erau machiate cu culori precum albastru, verde și cantitate mare de tuș negru. McQueen a ales personal machiajul.

### Compania Alexander McQueen
La finalul anului 2007, Alexander McQueen și-a deschis buticuri în Londra, New York, Los Angeles, Milano și Las Vegas. Vedete precum Nicole Kidman, Penelope Cruz, Sarah Jessica Parker sau Rihanna au fost adesea văzute purtând creații Alexander McQueen la evenimente dar și în viața de zi cu zi. De asemenea, Lady Gaga,  Ayumi Hamasaki sau Björk au încorporat piese ale designerului în videoclipurile lor.

## Viața personală
McQueen și-a făcut publică orientarea sexuală la vârsta de 18 ani, deși el a mărturisit că era conștient că era homosexual de la vârsta de 8 ani.. În vara anului 2000, Alexander Mcqueen  și partenerul său, George Forsyth, regizor de documentare, au susținut o ceremonie nupțială pe un yacht în Ibiza. Mariajul nu a fost oficializat pentru că o căsătorie între persoane de același sex nu era legală în Spania. Relația celor doi s-a sfârșit un an mai târziu, dar designerul și Forsyth au rămas prieteni apropiați.
McQueen a revenit în atenția presei tablodie după sinuciderea style iconului internațional, Isabella Blow, în Mai 2007. Au fost publicate zvonuri care susțineau că a existat o neînțelegere între designer și Blow în perioada apropiată de moartea ei și McQueen a fost acuzat că nu o aprecia pe Blow așa cum susținea. Pentru a le ține piept acestor acuzații false, designerul i-a declarat unui reporter al revistei W.
“Toate zvonurile acestea sunt niște prostii. Oamenii nu știu despre ce vorbesc. Nu mă cunosc. Nu cunosc relația pe care am avut-o cu Isabella. E o mare porcărie.Oamenii pot să vorbească; poți să le întrebi pe surorile ei... Acea parte a industriei ar trebui să stea de parte de viața mea și de a Isabellei. Ce a fost între mine și ea nu avea nimic de făcut cu moda; era mai mult decât atât…”
Un alt lucru interesant despre designer este faptul că McQueen era și un scafandru pasionat. El și-a folosit această pasiune drept inspirație  pentru colecțiile sale, inclusiv cea din primăvara anului 2010, intitulată “Plato’s Atlantis”. Majoritatea scufundărilor sale și le-a făcut în Maldive.

### Decesul
Controversele din jurul său au fost legate și de viața personală a designerului, homosexual declarat încă de tânăr și trecut prin relații urmărite avid de către mass-media. În februarie 2010, la doar 41 de ani, designerul este găsit mort în locuința sa, mai exact în camera folosită drept garderobă. Ancheta derulată a stabilit că Alexander McQueen și-a luat singur viața.
Artistul suferise de anxietate și depresie. El luase tratamente medicamentoase pentru aceste afecțiuni și nu o dată fusese tratat în urma unor supradoze de medicamente. La momentul sinuciderii sale, conform datelor oficiale ale anchetei, artistul înghițise un “cocktail mortal” de cocaină, somnifere și calmante. Alexander McQueen și-a luat viața la nouă zile după moartea mamei sale (75), care fusese răpusă de cancer.
McQueen a lăsat un bilețel pe care scria doar ”Vă rog să aveți grijă de câinii mei. Îmi pare rău, vă iubesc. Lee”. Poliția metropolitană a declarat că moartea sa nu a fost suspicioasă dar nu a confirmat existența unei sinucideri. S-a descoperit ulterior, în urma unei examinări post-mortem două lucruri extrem de importante: faptul că McQueen a murit din cauza asfixierii dar că înainte de a se spânzura, el luase o supradoză de medicamente. A mai ieșit la iveală și faptul că el a fost diagnosticat cu anxietate și depresie și că a mai avut parte de două supradoze în lunile mai și iulie 2009.
Compania Alexander McQueen a făcut publică moartea designerului. Familia a cerut respect din partea presei și a spus că nu vrea să dea nicio declarație.
Pe data de 3 februarie 2010, designerul a anunțat pe contul său de Twitter că mama sa a murit cu zi înainte, adăugând mesajul "RIP mumxxxxxxxxxxxxxxxxxxxxxxxxxxx.". Patru zile mai târziu, a scris tot pe Twitter că a avut parte de o săptămână oribilă dar că prietenii lui l-au susținut mult și a adăugat că trebuie să găsească o metodă prin care să se adune și să meargă mai departe. Se pare că metoda nu a fost găsită sau nu a dat roade, dat fiind finalul tragic care a urmat.
Ceremonia funerară a avut loc la biserica St. Paul din Kinghtsbridge, în vestul Londrei iar cenușa i-a fost împrăștiată ulterior pe Insula Skye.
BBC a raportat că designerul a rezervat £50,000 ($82,000) din averea sa pentru ca ai săi câini să trăiască în lux pentru tot restul vieții lor. El a donat de asemenea £100,000 ($164,315) pentru patru fundații de protecție a animalelor, printre care se numără Battersea Dogs and Cats Home și Blue Cross.

## Tributul
În data de 16 februarie 2010, Lady Gaga, prietenă apropiată a designerului a cântat o variantă acustică a pieselor „Telephone” și „Dance in the Dark” la Premiile Brit Award, dedicându-le pe ambele designerului. De asemenea, artista l-a comemorat după ce a primit premiul pentru Cel mai Bun Artist Internațional și Cel mai Bun Album Internațional. Lady Gaga i-a mai dedicat și un cântec intitulat Fashion of His Love, care se află pe cel de-al treilea album al artistei, Born This Way – Special Edition.
Bjork a cântat o variantă a piesei “Gloomy Sunday” la memorialul designerului la Catedrala St. Paul din Londra, unde o mulțime de artiști și prieteni au venit să-i deplângă moartea. Printre aceștia se numără și Kanye West, Courtney Love și Katy Perry.
La Săptămâna Modei de la Londra 2010, un tribut vizual a fost dedicat designerului iar modele precum Naomi Campbell sau Kate Moss au defilat în faimoasele rochii ”manta”, pe podiumul din Somerset House.
Muzeul de Artă Metropolitan din New York a găzduit în 2011 o expoziție-tribut cu cele mai cunoscute creații ale lui McQueen, numită Savage Beauty. Pe lângă faptul că a fost deschisă doar pentru trei luni, expoziția a fost una dintre cele mai populare din istoria muzeului.

## Spectacolul final
Drama creată în jurul tragicei dispariții a artistului a atras atenția lumii asupra ultimei sale colecții, neterminată, dar prezentată astfel în cadrul festivalului “Săptămâna modei ” din Paris, în 2010. Criticii și admiratorii au fost de acord că această ultimă colecție a lui Alexander McQueen arată clar obsesia lui pentru “viața de după moarte”, toate hainele purtând amprenta medievală, religioasă, dar fiecare reprezentând o piesa unică de colecție, așa cum rămâne și acest designer pentru istoria modei – irepetabil, controversat, dar admirat și iubit.
Alexander McQueen și-a prezentat 16 piese din colecția nefinalizată toamnă-iarnă, în timpul Săptămânei Modei de la Paris, cu puțin timp înainte de moartea sa. Printre publicul select se aflau editori de modă importanți care au spus că le-a fost destul de greu să privească showul pentru că se vedea clar că McQueen era obsedat de idea vieții de apoi. Hainele aveau un aspect medieval și religios iar culorile folosite în mod repetat erau roșu, auriu și argintiu, cu multe detalii brodate. Modele erau accesorizate în așa fel încât să reiasă dragostea lui pentru imaginarul teatral. ”Fiecare piesă este unică, la fel cum era și el”, declarau reprezentații casei de modă McQueen la lansarea colecției.
Sarah Burton, asistenta designerului de o viață, a fost numită director creativ al casei de modă Alexander McQueen, în mai 2010. În luna septembrie a aceluiași an, Burton și-a prezentat prima colecție pentru femei la Paris.